# Mikojan Ch-20
Mikojan Ch-20 (ryska: Х-20 Комета-20, NATO-rapporteringsnamn AS-3 Kangaroo) var en kryssningsrobot utvecklad i Sovjetunionen i slutet av 1950-talet. Roboten som till stora delar var baserad på jaktflygplanet MiG-19 var världens största flygburna robotvapen och världens näst största flygburna robot efter den amerikanska rymdfarkosten Pegasus.

## Utveckling
11 mars 1954 beslutade Sovjetunionens ministerråd att det skulle utvecklas ett robotvapen som kunde avfyras från bombflygplan på säkert avstånd från mål inne i USA. Vapensystemet kallades ”Komplex 20” och bestod av roboten Ch-20 och Flygplanet Tu-20 (senare ändrat till Tu-95K). 26 oktober hade Tupolev ritningarna på den modifierade Tu-95 klara och började bygga två flygplan som skulle användas för utprovning av robotsystemet. I oktober 1956 började det första flygproven med testflygplanet SM-20. Bland annat lyckades man lösa problemet med att starta Ljulka-motorn trots den oerhört låga temperaturen i stratosfären. De första proven med riktiga robotar påbörjades 1957, men de nådde inte upp till kraven på räckvidd eller precision. För att nå upp till specificerad räckvidd byttes många delar ut för att spara vikt, bland annat kärnladdningen som byttes mot en något lättare, men betydligt kraftigare vätebomb. Roboten försågs också med ett system för fjärrstyrning för att kunna korrigera robotens kurs efter avfyring. De modifierade robotarna fick beteckningen Ch-20M. 
Från 15 oktober 1958 till 1 november 1959 genomfördes den officiella utprovningen med 16 provskjutningar varav 11 bedömdes som lyckade och 9 september 1960 beslutade ministerrådet att roboten kunde tas i tjänst. Totalt tillverkades 75 Tu-95K (varav 28 Tu-95KD med lufttankningsförmåga) mellan 1959 och 1961 och 130 stycken Ch-20 robotar från 1960 till 1965.
Hotet från det amerikanska robotsystemet Bomarc gjorde det svårt att nå positioner från vilka det gick att nå mål inne i USA. Detta tillsammans med att nya interkontinentala robotar som R-16 och R-9 Desna kunde nå dessa mål betydligt snabbare gjorde att huvudmålet för Ch-20 i stället blev amerikanska hangarfartyg.

## Konstruktion
Ch-20 bars upphängd på en vapenbalk (BD-206) i bombutrymmet på Tu-95K. Vid flygning var vapenbalken upphissad så att roboten bars tätt intill flygkroppen. Nosen och luftintaget skyddades av en skärm. När roboten skulle avfyras hissades vapenbalken ner 950 mm och jetmotorn startades med hjälp av bensin som fanns lagrad i en tank i vapenbalken.
Efter avfyring steger roboten till marschhöjden 15 000–20 000 meter. Roboten följdes av Tu-95:ans radar JaD och om den inte följde förutsedd kurs kunde operatören skicka kurskorrektioner till roboten via radiolänken JaR. Radiolänken användes också för att ställa in avståndet till målet så att roboten påbörjade sin dykning vid rätt tillfälle, även om radiolänken skulle brytas. Styrsystemet gjorde dock att det dels var svårt att träffa rörliga mål som hangarfartyg, dels att Tu-95:an var tvungen att stanna kvar i närheten av avfyringsplatsen för att styra roboten, vilket gjorde den sårbar för jaktflygplan. Den kom därför att börja ersättas av Ch-22 i slutet av 1960-talet.

## Liknande vapen
- AGM-28 Hound Dog